# Katarina Srebotnik
Katarina Srebotnik (Slovenj Gradec, 12 maart 1981) is een professioneel tennisspeelster uit Slovenië. De bijnaam van Srebotnik in het circuit is Kata.

## Loopbaan
Als junior won Srebotnik in 1998 het toernooi van Wimbledon, door in de finale Kim Clijsters te verslaan. Zij bereikte eind 1997 de tweede plaats op de wereldranglijst voor junioren.
In 1999 maakte Srebotnik na vier en een half jaar ITF-toernooien te hebben gespeeld haar opwachting in het WTA-circuit. Haar debuut maakte zij in Estoril in Portugal en zij schreef meteen het toernooi op haar naam door in de finale te winnen van Rita Kuti Kis. Hiermee werd zij de vierde speelster in de historie van de WTA-tour die bij haar debuut het toernooi wist te winnen.
Tot op heden(mei 2018) won Srebotnik vier WTA-toernooien in het enkelspel, en was zij verder zesmaal verliezend finaliste. Haar beste resultaat op de grandslamtoernooien is het bereiken van de vierde ronde op Roland Garros in 2002 en 2008, en op het US Open in 2008.
Srebotnik won tevens 38 toernooien in het dubbelspel op de WTA-tour, waaronder Wimbledon in 2011 met Květa Peschke. Zij bereikte in 2007 met Ai Sugiyama en in 2010 en 2011 met Peschke de finale van de WTA Tour Championships.
In het gemengd dubbelspel won Srebotnik vijf grandslamtitels: in 1999, 2006 en 2010 op Roland Garros, in 2003 op het US Open, en in 2011 op het Australian Open.
Na een goed seizoen in 2008, waarin zij voor het eerst in de top 20 van de WTA-ranglijst eindigde, miste Srebotnik door blessures vrijwel het gehele seizoen in 2009, wat leidde tot een vrije val op de wereldranglijst en een breuk met haar coach Biljana Veselinović. Eind 2010 maakte Srebotnik bekend zich voor de rest van haar loopbaan te concentreren op het dubbelspel. Zij bereikte de eerste plaats op de WTA-dubbelspelranglijst op 4 juli 2011.
Nadat Srebotnik in 2013 een duo vormde met Nadja Petrova (met wie zij in dat jaar zesmaal in een WTA-finale stond), speelde zij in 2014 terug met haar vroegere partner Květa Peschke, met wie zij eerder al negen titels won. Op het Premier Five-toernooi van Doha bereikten zij de finale maar wonnen later dat jaar in Rome.
In 2015 speelde Srebotnik hoofdzakelijk samen met Caroline Garcia – zij bereikten viermaal een WTA-finale, maar wonnen alleen in Eastbourne. In 2016, hoofdzakelijk aan de zijde van Andreja Klepač, was zij minder succesvol – zij kwamen nooit verder dan de halve finale.
De samenwerking met Abigail Spears in 2017 leverde hen de titel op in Doha en een finaleplaats in Stuttgart.

### Tennis in teamverband
In de periode 1997–2012 maakte Srebotnik deel uit van het Sloveense Fed Cup-team – zij behaalde daar een winst/verlies-balans van 33–20. In 2003 bereikte zij de kwartfinale (tweede ronde) van de Wereldgroep, door in de eerste ronde te winnen van Argentinië – zij verloren van het Russische team.

## Posities op deWTA-ranglijst
Positie per einde seizoen:
| jaar | rang enkelspel | rang dubbelspel |
| ---- | -------------- | --------------- |
| 1995 | 1029           | –               |
| 1996 | 530            | 453             |
| 1997 | 308            | 200             |
| 1998 | 370            | 77              |
| 1999 | 63             | 26              |
| 2000 | 119            | 33              |
| 2001 | 98             | 20              |
| 2002 | 36             | 30              |
| 2003 | 39             | 38              |
| 2004 | 87             | 49              |
| 2005 | 28             | 25              |
| 2006 | 23             | 7               |
| 2007 | 27             | 4               |
| 2008 | 20             | 4               |
| 2009 | 424            | 123             |
| 2010 | 316            | 6               |
| 2011 | –              | 2               |
| 2012 | –              | 16              |
| 2013 | –              | 6               |
| 2014 | –              | 10              |
| 2015 | –              | 14              |
| 2016 | –              | 28              |
| 2017 | –              | 35              |
| 2018 | –              | 22              |

## Palmares
| Legenda                | Legenda                  |
| ---------------------- | ------------------------ |
| Grandslamtoernooi      |                          |
| Olympische Spelen      |                          |
| Year-End Championships |                          |
| tot 2009               | 2009 – 2020 / vanaf 2021 |
| Tier I                 | Premier Mandatory        |
| Tier II                | Premier Five / WTA 1000  |
| Tier III               | Premier / WTA 500        |
| Tier IV & V            | International / WTA 250  |
|                        | Challenger / WTA 125     |

### WTA-finaleplaatsen enkelspel
| nr.              | finale     | toernooi        | ondergrond | tegenstandster          | score         |         |
| ---------------- | ---------- | --------------- | ---------- | ----------------------- | ------------- | ------- |
| gewonnen finales |            |                 |            |                         |               |         |
| 1.               | 1999-04-11 | WTA Lissabon    | gravel     | Rita Kuti Kis           | 6-3, 6-1      | details |
| 2.               | 2002-03-02 | WTA Acapulco    | gravel     | Paola Suárez            | 6-7, 6-4, 6-2 | details |
| 3.               | 2005-01-08 | WTA Auckland    | hardcourt  | Shinobu Asagoe          | 5-7, 7-5, 6-4 | details |
| 4.               | 2005-08-14 | WTA Stockholm   | hardcourt  | Anastasija Myskina      | 7-5, 6-2      | details |
| verloren finales |            |                 |            |                         |               |         |
| 1.               | 2002-02-24 | WTA Bogota      | gravel     | Fabiola Zuluaga         | 1-6, 4-6      | details |
| 2.               | 2003-07-13 | WTA Palermo     | gravel     | Dinara Safina           | 3-6, 4-6      | details |
| 3.               | 2005-09-25 | WTA Portorož    | hardcourt  | Klára Koukalová         | 2-6, 6-4, 3-6 | details |
| 4.               | 2006-07-23 | WTA Cincinnati  | hardcourt  | Vera Zvonarjova         | 2-6, 4-6      | details |
| 5.               | 2007-09-23 | WTA Portorož    | hardcourt  | Tatiana Golovin         | 6-2, 4-6, 4-6 | details |
| 6.               | 2008-05-24 | WTA Straatsburg | gravel     | Anabel Medina Garrigues | 6-4, 6-7, 0-6 | details |

### WTA-finaleplaatsen dubbelspel
| nr.                                 | finale     | toernooi            | ondergrond    | partner                 | tegenstandsters                                    | score             |         |
| ----------------------------------- | ---------- | ------------------- | ------------- | ----------------------- | -------------------------------------------------- | ----------------- | ------- |
| gewonnen finales vrouwendubbelspel  |            |                     |               |                         |                                                    |                   |         |
| 1.                                  | 1998-04-19 | WTA Makarska        | gravel        | Tina Križan             | Jevgenia Koelikovskaja Karin Kschwendt             | 7-6, 6-1          | details |
| 2.                                  | 1999-05-16 | WTA Antwerpen       | gravel        | Laura Golarsa           | Louise Pleming Meghann Shaughnessy                 | 6-4, 6-2          | details |
| 3.                                  | 1999-07-18 | WTA Palermo         | gravel        | Tina Križan             | Åsa Carlsson Sonya Jeyaseelan                      | 4-6, 6-3, 6-0     | details |
| 4.                                  | 2000-04-16 | WTA Lissabon        | gravel        | Tina Križan             | Amanda Hopmans Cristina Torrens Valero             | 6-0, 7-6          | details |
| 5.                                  | 2001-09-16 | WTA Hawaï           | hardcourt     | Tina Križan             | Els Callens Nicole Pratt                           | 6-2, 6-3          | details |
| 6.                                  | 2003-02-23 | WTA Bogota          | gravel        | Åsa Svensson            | Tina Križan Tetjana Perebyjnis                     | 6-2, 6-1          | details |
| 7.                                  | 2004-10-10 | WTA Japan (Tokio)   | hardcourt     | Shinobu Asagoe          | Jennifer Hopkins Mashona Washington                | 6-1, 6-4          | details |
| 8.                                  | 2005-01-08 | WTA Auckland        | hardcourt     | Shinobu Asagoe          | Leanne Baker Francesca Lubiani                     | 6-3, 6-3          | details |
| 9.                                  | 2005-07-31 | WTA Boedapest       | gravel        | Émilie Loit             | Lourdes Domínguez Lino Marta Marrero               | 6-1, 3-6, 6-2     | details |
| 10.                                 | 2005-08-14 | WTA Stockholm       | hardcourt     | Émilie Loit             | Eva Birnerová Mara Santangelo                      | 6-4, 6-3          | details |
| 11.                                 | 2005-10-30 | WTA Hasselt         | tapijt (i)    | Émilie Loit             | Michaëlla Krajicek Ágnes Szávay                    | 6-3, 6-4          | details |
| 12.                                 | 2006-02-19 | WTA Antwerpen       | tapijt (i)    | Dinara Safina           | Stéphanie Foretz Michaëlla Krajicek                | 6-1, 6-1          | details |
| 13.                                 | 2006-04-09 | WTA Amelia Island   | gravel        | Shinobu Asagoe          | Liezel Huber Sania Mirza                           | 6-2, 6-4          | details |
| 14.                                 | 2007-01-06 | WTA Gold Coast      | hardcourt     | Dinara Safina           | Iveta Benešová Galina Voskobojeva                  | 6-3, 6-4          | details |
| 15.                                 | 2007-04-08 | WTA Amelia Island   | gravel        | Mara Santangelo         | Anabel Medina Garrigues Virginia Ruano Pascual     | 6-3, 7-6          | details |
| 16.                                 | 2007-08-19 | WTA Toronto         | hardcourt     | Ai Sugiyama             | Cara Black Liezel Huber                            | 6-4, 2-6, [10-5]  | details |
| 17.                                 | 2008-04-05 | WTA Miami           | hardcourt     | Ai Sugiyama             | Cara Black Liezel Huber                            | 7-5, 4-6, [10-3]  | details |
| 18.                                 | 2008-04-20 | WTA Charleston      | gravel        | Ai Sugiyama             | Edina Gallovits Volha Havartsova                   | 6-2, 6-2          | details |
| 19.                                 | 2008-10-12 | WTA Moskou          | hardcourt (i) | Nadja Petrova           | Cara Black Liezel Huber                            | 6-4, 6-4          | details |
| 20.                                 | 2008-10-26 | WTA Linz            | hardcourt (i) | Ai Sugiyama             | Cara Black Liezel Huber                            | 6-4, 7-5          | details |
| 21.                                 | 2009-10-18 | WTA Linz            | hardcourt (i) | Anna-Lena Grönefeld     | Klaudia Jans Alicja Rosolska                       | 6-1, 6-4          | details |
| 22.                                 | 2010-03-20 | WTA Indian Wells    | hardcourt     | Květa Peschke           | Nadja Petrova Samantha Stosur                      | 6-4, 2-6, [10-5]  | details |
| 23.                                 | 2010-08-28 | WTA New Haven       | hardcourt     | Květa Peschke           | Bethanie Mattek-Sands Meghann Shaughnessy          | 7-5, 6-0          | details |
| 24.                                 | 2011-01-08 | WTA Auckland        | hardcourt     | Květa Peschke           | Sofia Arvidsson Marina Erakovic                    | 6-3, 6-0          | details |
| 25.                                 | 2011-02-26 | WTA Doha            | hardcourt     | Květa Peschke           | Liezel Huber Nadja Petrova                         | 7-5, 6-7, [10-8]  | details |
| 26.                                 | 2011-06-18 | WTA Eastbourne      | gras          | Květa Peschke           | Liezel Huber Lisa Raymond                          | 6-3, 6-0          | details |
| 27.                                 | 2011-07-03 | Wimbledon           | gras          | Květa Peschke           | Sabine Lisicki Samantha Stosur                     | 6-3, 6-1          | details |
| 28.                                 | 2011-08-07 | WTA Carlsbad        | hardcourt     | Květa Peschke           | Raquel Kops-Jones Abigail Spears                   | 6-0, 6-2          | details |
| 29.                                 | 2011-10-08 | WTA Peking          | hardcourt     | Květa Peschke           | Gisela Dulko Flavia Pennetta                       | 6-3, 6-4          | details |
| 30.                                 | 2012-01-13 | WTA Sydney          | hardcourt     | Květa Peschke           | Liezel Huber Lisa Raymond                          | 6-1, 4-6, [13-11] | details |
| 31.                                 | 2013-01-11 | WTA Sydney          | hardcourt     | Nadja Petrova           | Sara Errani Roberta Vinci                          | 6-3, 6-4          | details |
| 32.                                 | 2013-03-31 | WTA Miami           | hardcourt     | Nadja Petrova           | Lisa Raymond Laura Robson                          | 6-1, 7-6          | details |
| 33.                                 | 2013-06-22 | WTA Eastbourne      | gras          | Nadja Petrova           | Monica Niculescu Klára Zakopalová                  | 6-3, 6-3          | details |
| 34.                                 | 2013-08-11 | WTA Toronto         | hardcourt     | Jelena Janković         | Anna-Lena Grönefeld Květa Peschke                  | 5-7, 6-2, [10-6]  | details |
| 35.                                 | 2014-05-18 | WTA Rome            | gravel        | Květa Peschke           | Sara Errani Roberta Vinci                          | 4-0, opg.         | details |
| 36.                                 | 2015-06-27 | WTA Eastbourne      | gras          | Caroline Garcia         | Chan Yung-jan Zheng Jie                            | 7-6, 6-2          | details |
| 37.                                 | 2017-02-18 | WTA Doha            | hardcourt     | Abigail Spears          | Olha Savtsjoek Jaroslava Sjvedova                  | 6-3, 7-6          | details |
| 38.                                 | 2018-04-08 | WTA Charleston      | gravel        | Alla Koedrjavtseva      | Andreja Klepač María José Martínez Sánchez         | 6-3, 6-3          | details |
| 39.                                 | 2018-05-26 | WTA Neurenberg      | gravel        | Demi Schuurs            | Kirsten Flipkens Johanna Larsson                   | 3-6, 6-3, [10-7]  | details |
| verloren finales vrouwendubbelspel  |            |                     |               |                         |                                                    |                   |         |
| 1.                                  | 1998-07-12 | WTA Maria Lankowitz | gravel        | Tina Križan             | Laura Montalvo Paola Suárez                        | 1-6, 2-6          | details |
| 2.                                  | 1999-09-26 | WTA Luxemburg       | tapijt (i)    | Tina Križan             | Irina Spîrlea Caroline Vis                         | 1-6, 2-6          | details |
| 3.                                  | 2000-05-07 | WTA Bol             | gravel        | Tina Križan             | Julie Halard-Decugis Corina Morariu                | 2-6, 2-6          | details |
| 4.                                  | 2000-10-15 | WTA Japan (Tokio)   | hardcourt     | Tina Križan             | Julie Halard-Decugis Corina Morariu                | 1-6, 2-6          | details |
| 5.                                  | 2000-11-19 | WTA Pattaya         | hardcourt     | Tina Križan             | Yayuk Basuki Caroline Vis                          | 3-6, 3-6          | details |
| 6.                                  | 2001-04-15 | WTA Estoril         | gravel        | Tina Križan             | Květa Hrdličková Barbara Rittner                   | 6-3, 5-7, 1-6     | details |
| 7.                                  | 2001-08-19 | WTA Toronto         | hardcourt     | Tina Križan             | Kimberly Po Nicole Pratt                           | 3-6, 1-6          | details |
| 8.                                  | 2002-02-24 | WTA Bogota          | gravel        | Tina Križan             | Virginia Ruano Pascual Paola Suárez                | 2-6, 1-6          | details |
| 9.                                  | 2002-03-02 | WTA Acapulco        | gravel        | Tina Križan             | Virginia Ruano Pascual Paola Suárez                | 5-7, 1-6          | details |
| 10.                                 | 2004-04-11 | WTA Casablanca      | gravel        | Els Callens             | Marion Bartoli Émilie Loit                         | 4-6, 2-6          | details |
| 11.                                 | 2004-05-22 | WTA Straatsburg     | gravel        | Tina Križan             | Lisa McShea Milagros Sequera                       | 4-6, 1-6          | details |
| 12.                                 | 2005-09-25 | WTA Portorož        | hardcourt     | Jelena Kostanić         | Anabel Medina Garrigues Roberta Vinci              | 4-6, 7-5, 2-6     | details |
| 13.                                 | 2006-05-07 | WTA Warschau        | gravel        | Anabel Medina Garrigues | Jelena Lichovtseva Anastasija Myskina              | 3-6, 4-6          | details |
| 14.                                 | 2006-09-10 | US Open             | hardcourt     | Dinara Safina           | Nathalie Dechy Vera Zvonarjova                     | 6-7, 5-7          | details |
| 15.                                 | 2006-10-22 | WTA Zürich          | hardcourt (i) | Liezel Huber            | Cara Black Rennae Stubbs                           | 5-7, 5-7          | details |
| 16.                                 | 2006-10-29 | WTA Linz            | hardcourt (i) | Corina Morariu          | Lisa Raymond Samantha Stosur                       | 3-6, 0-6          | details |
| 17.                                 | 2007-06-09 | Roland Garros       | gravel        | Ai Sugiyama             | Alicia Molik Mara Santangelo                       | 6-7, 4-6          | details |
| 18.                                 | 2007-07-08 | Wimbledon           | gras          | Ai Sugiyama             | Cara Black Liezel Huber                            | 6-3, 3-6, 2-6     | details |
| 19.                                 | 2007-10-28 | WTA Linz            | hardcourt (i) | Ai Sugiyama             | Cara Black Liezel Huber                            | 2-6, 6-3, [8-10]  | details |
| 20.                                 | 2007-11-11 | WTA Championships   | hardcourt (i) | Ai Sugiyama             | Cara Black Liezel Huber                            | 7-5, 3-6, [8-10]  | details |
| 21.                                 | 2010-02-20 | WTA Dubai           | hardcourt     | Květa Peschke           | Nuria Llagostera Vives María José Martínez Sánchez | 6-7, 4-6          | details |
| 22.                                 | 2010-05-02 | WTA Stuttgart       | gravel (i)    | Květa Peschke           | Gisela Dulko Flavia Pennetta                       | 6-3, 6-7, [5-10]  | details |
| 23.                                 | 2010-06-04 | Roland Garros       | gravel        | Květa Peschke           | Serena Williams Venus Williams                     | 2-6, 3-6          | details |
| 24.                                 | 2010-06-19 | WTA Eastbourne      | gras          | Květa Peschke           | Lisa Raymond Rennae Stubbs                         | 2-6, 6-2, [11-13] | details |
| 25.                                 | 2010-08-22 | WTA Montréal        | hardcourt     | Květa Peschke           | Gisela Dulko Flavia Pennetta                       | 5-7, 6-3, [10-12] | details |
| 26.                                 | 2010-10-17 | WTA Linz            | hardcourt (i) | Květa Peschke           | Renata Voráčová Barbora Záhlavová-Strýcová         | 5-7, 6-7          | details |
| 27.                                 | 2010-10-31 | WTA Championships   | hardcourt     | Květa Peschke           | Gisela Dulko Flavia Pennetta                       | 5-7, 4-6          | details |
| 28.                                 | 2011-01-14 | WTA Sydney          | hardcourt     | Květa Peschke           | Iveta Benešová Barbora Záhlavová-Strýcová          | 6-4, 4-6, [7-10]  | details |
| 29.                                 | 2011-02-20 | WTA Dubai           | hardcourt     | Květa Peschke           | Liezel Huber María José Martínez Sánchez           | 6-7, 3-6          | details |
| 30.                                 | 2011-05-07 | WTA Madrid          | gravel        | Květa Peschke           | Viktoryja Azarenka Maria Kirilenko                 | 4-6, 3-6          | details |
| 31.                                 | 2011-10-30 | WTA Championships   | hardcourt (i) | Květa Peschke           | Liezel Huber Lisa Raymond                          | 4-6, 4-6          | details |
| 32.                                 | 2012-08-12 | WTA Montréal        | hardcourt     | Nadja Petrova           | Klaudia Jans Kristina Mladenovic                   | 5-7, 6-2, [7-10]  | details |
| 33.                                 | 2012-08-19 | WTA Cincinnati      | hardcourt     | Zheng Jie               | Andrea Hlaváčková Lucie Hradecká                   | 1-6, 3-6          | details |
| 34.                                 | 2013-02-17 | WTA Doha            | hardcourt     | Nadja Petrova           | Sara Errani Roberta Vinci                          | 6-2, 3-6, [6-10]  | details |
| 35.                                 | 2013-02-23 | WTA Dubai           | hardcourt     | Nadja Petrova           | Bethanie Mattek-Sands Sania Mirza                  | 4-6, 6-2, [7-10]  | details |
| 36.                                 | 2013-03-17 | WTA Indian Wells    | hardcourt     | Nadja Petrova           | Jekaterina Makarova Jelena Vesnina                 | 0-6, 7-5, [6-10]  | details |
| 37.                                 | 2013-08-24 | WTA New Haven       | hardcourt     | Anabel Medina Garrigues | Sania Mirza Zheng Jie                              | 3-6, 4-6          | details |
| 38.                                 | 2014-02-16 | WTA Doha            | hardcourt     | Květa Peschke           | Hsieh Su-wei Peng Shuai                            | 4-6, 0-6          | details |
| 39.                                 | 2015-01-10 | WTA Brisbane        | hardcourt     | Caroline Garcia         | Martina Hingis Sabine Lisicki                      | 2-6, 5-7          | details |
| 40.                                 | 2015-04-26 | WTA Stuttgart       | gravel (i)    | Caroline Garcia         | Bethanie Mattek-Sands Lucie Šafářová               | 4-6, 3-6          | details |
| 41.                                 | 2015-08-16 | WTA Toronto         | hardcourt     | Caroline Garcia         | Bethanie Mattek-Sands Lucie Šafářová               | 1-6, 2-6          | details |
| 42.                                 | 2017-04-30 | WTA Stuttgart       | gravel (i)    | Abigail Spears          | Raquel Atawo Jeļena Ostapenko                      | 4-6, 4-6          | details |
| 43.                                 | 2018-02-04 | WTA Sint-Petersburg | hardcourt (i) | Alla Koedrjavtseva      | Timea Bacsinszky Vera Zvonarjova                   | 6-2, 1-6, [3-10]  | details |
| gewonnen finales gemengd dubbelspel |            |                     |               |                         |                                                    |                   |         |
| 1.                                  | 1999-06-06 | Roland Garros       | gravel        | Piet Norval             | Larisa Neiland Rick Leach                          | 6-3, 3-6, 6-3     | details |
| 2.                                  | 2003-09-07 | US Open             | hardcourt     | Bob Bryan               | Lina Krasnoroetskaja Daniel Nestor                 | 5-7, 7-5, [10-5]  | details |
| 3.                                  | 2006-06-09 | Roland Garros       | gravel        | Nenad Zimonjić          | Jelena Lichovtseva Daniel Nestor                   | 6-3, 6-4          | details |
| 4.                                  | 2010-06-03 | Roland Garros       | gravel        | Nenad Zimonjić          | Jaroslava Sjvedova Julian Knowle                   | 4-6, 7-6, [11-9]  | details |
| 5.                                  | 2011-01-30 | Australian Open     | hardcourt     | Daniel Nestor           | Chan Yung-jan Paul Hanley                          | 6-3, 3-6, [10-7]  | details |
| verloren finales gemengd dubbelspel |            |                     |               |                         |                                                    |                   |         |
| 1.                                  | 2002-09-08 | US Open             | hardcourt     | Bob Bryan               | Lisa Raymond Mike Bryan                            | 6-7, 6-7          | details |
| 2.                                  | 2005-09-11 | US Open             | hardcourt     | Nenad Zimonjić          | Daniela Hantuchová Mahesh Bhupathi                 | 4-6, 2-6          | details |
| 3.                                  | 2007-06-10 | Roland Garros       | gravel        | Nenad Zimonjić          | Nathalie Dechy Andy Ram                            | 5-7, 3-6          | details |
| 4.                                  | 2008-06-06 | Roland Garros       | gravel        | Nenad Zimonjić          | Viktoryja Azarenka Bob Bryan                       | 2-6, 6-7          | details |
| 5.                                  | 2008-07-06 | Wimbledon           | gras          | Mike Bryan              | Samantha Stosur Bob Bryan                          | 5-7, 4-6          | details |
| 6.                                  | 2011-06-02 | Roland Garros       | gravel        | Nenad Zimonjić          | Casey Dellacqua Scott Lipsky                       | 6-7, 6-4, [7-10]  | details |

## Resultaten grandslamtoernooien
| Legenda | Legenda                          |
| ------- | -------------------------------- |
| g.t.    | geen toernooi gehouden           |
| l.c.    | lagere categorie                 |
| –       | niet deelgenomen                 |
| G       | uitgeschakeld in de groepsfase   |
| 1R      | uitgeschakeld in de eerste ronde |
| 2R      | uitgeschakeld in de tweede ronde |
| 3R      | uitgeschakeld in de derde ronde  |
| 4R      | uitgeschakeld in de vierde ronde |
| KF      | uitgeschakeld in de kwartfinale  |
| HF      | uitgeschakeld in de halve finale |
| F       | de finale verloren               |
| W       | het toernooi gewonnen            |
| w-v     | winst/verlies-balans             |

### Enkelspel
| Toernooi        | 1999 | 2000 | 2001 | 2002 | 2003 | 2004 | 2005 | 2006 | 2007 | 2008 | 2009 | 2010 | w-v   |
| --------------- | ---- | ---- | ---- | ---- | ---- | ---- | ---- | ---- | ---- | ---- | ---- | ---- | ----- |
| Australian Open | –    | 1R   | –    | 2R   | 3R   | 1R   | 1R   | 2R   | 3R   | 3R   | –    | –    | 8-8   |
| Roland Garros   | 2R   | 2R   | 2R   | 4R   | 2R   | 3R   | 1R   | 3R   | 3R   | 4R   | –    | 1R   | 16-11 |
| Wimbledon       | 1R   | 1R   | –    | 1R   | 2R   | 2R   | 3R   | 3R   | 3R   | 1R   | –    | –    | 8-9   |
| US Open         | 1R   | 1R   | 2R   | 2R   | 2R   | 2R   | 2R   | 3R   | 2R   | 4R   | 1R   | –    | 11-11 |

### Vrouwendubbelspel
| toernooi        | 1998 | 1999 | 2000 | 2001 | 2002 | 2003 | 2004 | 2005 | 2006 | 2007 | 2008 | 2009 | 2010 | 2011 | 2012 | 2013 | 2014 | 2015 | 2016 | 2017 | 2018 | 2019 |
| --------------- | ---- | ---- | ---- | ---- | ---- | ---- | ---- | ---- | ---- | ---- | ---- | ---- | ---- | ---- | ---- | ---- | ---- | ---- | ---- | ---- | ---- | ---- |
| Australian Open | –    | –    | 1R   | 2R   | KF   | 1R   | 3R   | 3R   | HF   | 3R   | 2R   | –    | –    | HF   | 2R   | 3R   | HF   | 3R   | 2R   | 3R   | 3R   |      |
| Roland Garros   | 2R   | 3R   | 2R   | 1R   | 1R   | 2R   | 2R   | KF   | 1R   | F    | 2R   | –    | F    | KF   | KF   | HF   | KF   | 3R   | 3R   | 2R   | KF   |      |
| Wimbledon       | 2R   | HF   | 1R   | 2R   | KF   | 2R   | 1R   | 3R   | 1R   | F    | 2R   | –    | KF   | W    | 2R   | KF   | 1R   | 2R   | 1R   | 1R   | 3R   |      |
| US Open         | 1R   | 2R   | 2R   | KF   | 1R   | 3R   | 2R   | 3R   | F    | KF   | HF   | 2R   | 3R   | KF   | 1R   | KF   | KF   | KF   | KF   | 1R   | 1R   |      |

### Gemengd dubbelspel
| toernooi        | 1999 | 2000 | 2001 | 2002 | 2003 | 2004 | 2005 | 2006 | 2007 | 2008 |    | 2010 | 2011 | 2012 | 2013 | 2014 | 2015 | 2016 | 2017 | 2018 | 2019  | w-v |
| --------------- | ---- | ---- | ---- | ---- | ---- | ---- | ---- | ---- | ---- | ---- | -- | ---- | ---- | ---- | ---- | ---- | ---- | ---- | ---- | ---- | ----- | --- |
| Australian Open | –    | 1R   | 1R   | KF   | 1R   | 1R   | 2R   | 1R   | –    | –    | –  | W    | –    | 2R   | KF   | KF   | KF   | 1R   | –    |      | 14-12 |     |
| Roland Garros   | W    | 2R   | 1R   | HF   | KF   | KF   | 2R   | W    | F    | F    | W  | F    | 2R   | KF   | KF   | HF   | 1R   | 2R   | HF   |      | 47-16 |     |
| Wimbledon       | 3R   | 1R   | 3R   | KF   | –    | –    | 3R   | KF   | –    | F    | 3R | 3R   | HF   | HF   | 2R   | KF   | KF   | 2R   | HF   |      | 28-15 |     |
| US Open         | 1R   | 1R   | 1R   | F    | W    | –    | F    | 2R   | –    | KF   | 2R | 2R   | 1R   | 2R   | KF   | 1R   | 1R   | –    | 2R   |      | 21-15 |     |